# خانق شارين
خانق شارين (بالكازاخية: Шарын ұлттық паркі) هو خانق عميق في كازاخستان تكون نتيجة مرور نهر شارين، يبلغ طوله 80 كم ويبعد 200 كم إلى الشرق من ألماتي، بالقرب من الحدود الصينية. ويقع الأخدود داخل حديقة شارين الوطنية التي تأسست في 23 فبراير 2004 في منطقتي اليوغور وكجين في أوبليس ألماتي.
ويسمى أيضا وادي القصور بسبب التكوينات الصخرية غير عادية.

## وصلات خارجية
- صور للأخدود
- أخدود شارين